# バンクーバー新報
『バンクーバー新報』（バンクーバーしんぽう、英語名称：Vancouver Shinpo）は、カナダのバンクーバーで発行されていた邦字新聞。
1978年12月16日に創刊され、バンクーバー在住の日系カナダ人のための新聞としてスタートしたが、その後カナダで最も読まれている邦字新聞となった。当初は手書きガリ版刷りで500部発行、無料配布であった。創刊当時は船舶放送によるニュース配信を記録した受信紙、後には航空機を利用した旅客が持ち込んだ日本の新聞を収集し、それらを編集していた。1986年になり同年に開催されたバンクーバー国際交通博覧会を取材に訪れた日本の通信社の記者と出会い、以降は正式な配信を受けることとなった。1979年7月から1983年10月までの間、英語記事も併載されていた。手書き原稿でスタートして以降、翌1979年からは和文タイプライターで原稿作成が行われるようになり、その後は時代に合わせてワープロ専用機、パソコンによる作業に移行していった。コロナウイルスの影響で2020年3月26日号をもって一時休刊となり約1ヶ月後に最終号として4月30日号を発行し以降はWebサイトに移行した。毎週木曜日発行で、1978年の創刊以来、2020年4月まで休刊は一度もなかった。社内で保管されていたバックナンバーは日系文化センターに寄贈された。
創刊者で編集発行人、社主は津田佐江子。2002年以降有料購読の第一部と無料の広告主体の第二部のセット発行となった。有料頒布分は2部セットで、無料頒布分は第二部のみで発行され、販売または配布所に並べられた。後期の発行部数は7000〜8000部。発行主体はバンクーバー新報（英:Vancouver Shinpo）、所在地はブリティッシュコロンビア州バンクーバー、レンフルー通り3735（英:3735 Renfrew St. Vancouver, B.C.*）である。2011年よりUSTREAMを使った、バンクーバーコミュニティーチャンネル「VANSTREAM」をはじめた。津田社主は廃刊を以って引退しWebサイトは記者2名によって運営される。